# Steffi Lehmann (Volleyballspielerin)
Steffi Lehmann (* 17. Februar 1984 in Töplitz) ist eine deutsche Volleyballspielerin.

## Karriere
Lehmann begann ihre Karriere beim SC Potsdam. Später wurde sie im Nachwuchsteam des VC Olympia Sinsheim ausgebildet. Sie spielte auch in der Junioren-Nationalmannschaft. 2001 gewann sie die Jugendolympiade und 2003 wurde sie Fünfte der Juniorinnen-Weltmeisterschaft. In der Saison 2003/04 erreichte sie mit dem SSV Ulm 1846 das Finale im Top Teams Cup. Weil die Ulmer insolvent waren, wechselte die Außenangreiferin anschließend zum 1. VC Wiesbaden. 2009 gewann sie mit der deutschen Mannschaft die Militär-Weltmeisterschaft. Ein Jahr später wurde sie deutscher Vizemeister. Im Oktober 2010 zog sie sich einen Meniskusriss zu und musste ein halbes Jahr pausieren. Nach neun Jahren beim 1. VC Wiesbaden verließ Steffi Lehmann 2013 den Verein und wechselte für eine Saison in die Schweiz zu VC Kanti Schaffhausen. Von 2014 bis 2016 spielte sie wieder in Deutschland beim Zweitligisten TG Bad Soden und beendete danach ihre Karriere.